# 蘇石林
蘇石林（俄语：Владимир Григорьевич Шушлин，1896年7月26日—1978年10月23日），俄國聲樂家、音乐教育家，中國現代聲樂教育奠基人。

## 生平
苏石林1896年7月26日生于格罗德诺，其姓氏“舒石林”（Шушлин）在俄国较为罕见。1914年，苏石林考入彼得格勒音乐学院弦乐系主修小提琴专业，1917年转修声乐，师从男低音歌唱家斯坦尼斯拉夫·加别尔，加别尔本人则师承比利时裔男中音卡米耶·艾维拉蒂。1919年，苏石林毕业于彼得格勒音乐学院声乐系，但此前马林斯基剧院已于1918年11月将苏石林招致麾下担任歌剧演员。
1918年12月，苏石林曾与“男低音歌王”费多尔·夏里亚宾在马林斯基剧院共同参演莱奥·德利布歌剧《拉克美》，而据《每日新闻报》记者瓦西里·齐里金的记载，苏石林从1918年秋季至1920年末在马林斯基剧院曾数度与夏里亚宾同台演唱。苏石林的学生郁庆五曾透露，苏石林在1919至1924年间曾演出多达一百几十场。
1924年5月24日，列宁格勒音乐家协会组织一支由指挥家阿里伊·帕佐夫斯基率领的音乐演出团到中国哈尔滨市慰问中东铁路苏联工作人员，苏石林随团到达哈尔滨，但该演出团后来因组织不力在哈尔滨就地解散，苏石林只得以苏联公民的身份滞留在哈尔滨，1925年，时年29岁的苏石林在哈尔滨格拉祖诺夫音乐学校任教。1930年春，苏石林赴上海演出，当时前去观演的蕭友梅邀请苏石林到上海国立音乐专科学校任教。同年9月，苏石林正式进入上海國立音專任教，此后培养出黄友葵、斯义桂、周小燕、高芝兰、郎毓秀、沈湘、温可铮等著名歌唱家。由于持有苏联国籍，苏石林并不属于上海白俄。
1942年，蘇石林因不滿汪精衛的「偽國民政府」接管上海國立音專，自動脫離該校，另辦「蘇石林音樂學校」，繼續從事聲樂教育工作。抗戰勝利後，蘇石林重回國立音專。1956年，攜夫人周慕西返回蘇聯，在莫斯科音樂學院任教。1974年因病退休，1978年10月23日逝世。